# Centropus goliath
Cucal-golias (Centropus goliath) é uma espécie de cucos da família Cuculidae.
É endémica da Indonésia.